# Johannes Diekhoff
Johannes Georg Adalbert Diekhoff (* 10. Februar 1919 in Boekzetelerfehn; † 3. August 2013 in Emden) war ein Autor und Heimatforscher.

## Leben
Nach Führungserfahrungen in der Hitlerjugend und als Offizier im Zweiten Weltkrieg nahm Johannes Diekhoff fortan eine pazifistische Position ein. Außerdem schloss er sich der FDP an. Deren Fraktion im Auricher Stadtrat stand er für rund zwei Jahrzehnte vor.
Er initiierte im ostfriesischen Aurich zahlreiche gemeinnützige Projekte oder war maßgeblich daran beteiligt. So war er Gründer und erster Leiter des Europahauses, dem Sitz der Deutsch-Niederländischen Heimvolkshochschule in Aurich. Er setzte sich für die Gründung der Integrierten Gesamtschule Aurich-West ein und fungierte als deren erster Direktor.
Besondere Verdienste erwarb sich Diekhoff um die Pflege des Ostfriesischen Plattdeutsch. Zu dessen Förderung initiierte er den Verein Oostfreeske Taal und war dessen erster Vorsitzender. Im Rahmen seiner Mitgliedschaft in der Landschaftsversammlung der Ostfriesischen Landschaft von 1981 bis 1986 konnte er mit der Schaffung einer plattdeutschen Fachstelle den Grundstein für das heutige Plattdüütskbüro (Plattdeutschbüro) dieser Organisation legen. Er initiierte die fortgeschriebene und heute aktuelle Neuauflage des ursprünglich von Otto Buurman geschaffenen ostfriesischen Wörterbuches und bemühte sich im Rahmen dessen um die Schaffung einer einheitlichen Schreibweise sowie einer Veröffentlichung im Internet. Beim Verfassen einer ostfriesischen Grammatik blieb es bei einem bis dato nicht erfüllten Vermächtnis an die Nachwelt.
Weit über hundert von Diekhoffs plattdeutschen Dokumenten sind in der Bibliothek der Ostfriesischen Landschaft zugänglich. So war er einer der Herausgeber und Gründer von Diesel – dat oostfreeske Bladdje sowie einer Zeitungsbeilage Tweesprakenland. Im Jahr 1999 übersetzte er aus der Comicserie Asterix den Titel Der Sohn des Asterix zusammen mit Werner und Karina Wilkens in das plattdeutsche Pendant Asterix sien Söhn.
Johannes Diekhoff war Träger des Niedersächsischen Verdienstkreuzes 1. Klasse. Die Ostfriesische Landschaft zeichnete ihn 1989 mit dem Upstalsboom-Taler sowie 2011 mit der Ubbo-Emmius-Medaille aus. Im Jahr 2018 wurde eine neu errichtete und an der von ihm ehemals geleiteten Gesamtschule Aurich-West vorbeiführende Straße als Johannes-Diekhoff-Straße gewidmet. Im Europahaus Aurich trägt einer der Tagungssäle seinen Namen.
Johannes Diekhoff hatte mit seiner aus demselben Geburtsort stammenden Ehefrau Johanna drei Kinder. Auch sie war Autorin einiger Dokumente.

## Veröffentlichungen (Auswahl)
- Dat mag Jo good gahn. Levensbook van Johannes Diekhoff. Diesel: Emden, 2014 (posthum; gemeinsam mit Johann Haddinga und Reihard Former).
- Uns Ostfreesland, güstern un vandaag. En plattdüütsch Billerbook. Biller tekent van Gerhard H. Janssen. Cramer-Druck: Westerstede, 1985.
- Aus der Entstehungsgeschichte der Kirchengemeinde Jherings-Boekzetelerfehn. 1826–1864. Selbstverlag: Aurich, 1984
- Aus der Geschichte der Auricher Judengemeinde. Verlag KBZ: Aurich, 1982.